# ایشالینو
ایشالینو (انگلیسی: Ishalino) یک شهرک در شهرستان مچتلینسکی استان باشقیرستان کشور روسیه است.